# Епархия Вансяня
Епархия Вансяня (лат. Dioecesis Uanscienensis; кит. трад. 萬縣教區) — епархия Римско-Католической Церкви, расположенная в районе Вансянь города Чунцин, Китай. Епархия Вансяня входит в архиепархию Чунцина.

## История
2 августа 1929 года Святой Престол образовал апостольский викариат Вансяня, выделив его из апостольского викариата Шуньцина.
11 апреля 1946 года апостольский викариат Вансяня был преобразован в епархию Вансяня.

## Ординарии
- епископ Франциск Ксаверий Ван Цзэпу (16.12.1929 — 11.04.1946);
- епископ Франциск Ксаверий Ван Цзэпу (11.04.1946 — 3.07.1947);
- епископ Матфей Дуань Иньмин (9.06.1949 — 10.01.2001);
- с 10.01.2001 года кафедра вакантна.

## Источник
- Annuario pontificio, Libreria Editrice Vaticana, Città del Vaticano, 2003, ISBN 88-209-7422-3